# Paul-Jacques Kalb
Pour les articles homonymes, voir Kalb.
Paul-Jacques Kalb alias « Jacques d'Alsace », né le 19 août 1898 à Wiesbaden et mort le 7 août 1964  à Colmar, est un résistant et homme politique français.

## Biographie
Le père de Paul-Jacques Kalb est d'origine alsacienne, sa mère est suisse. Il fait ses études secondaires à Zurich.

### Première Guerre mondiale
Paul-Jacques Kalb soigne les grands blessés français et aide les familles de réfugiés de passage en Suisse. Pour son dévouement, il obtient la médaille de la reconnaissance française.
En 1917, il s'engage dans l'armée française et termine la guerre comme sous-lieutenant. Il est décoré de la croix de guerre avec citation à l'ordre du régiment.

### L'entre deux guerres
Paul-Jacques Kalb reprend ses études à la faculté de droit à l'université de Strasbourg. En 1923, il avocat stagiaire à Colmar et monte progressivement les échelons et en 1932, à trente-quatre ans, il entre au Conseil de l'Ordre. C'est un redoutable adversaire pour les autonomistes alsaciens.

### Seconde Guerre mondiale
Le 22 août 1939, il est mobilisé aux services spéciaux de l'armée à Belfort comme lieutenant. Le 27 juillet 1940 il est démobilisé à Toulouse. En novembre 1940 à Lyon, il crée le service d'aide aux réfugiés et aux expulsés d'Alsace et de Moselle.
Il prend contact avec la résistance alsacienne et avec Jean Moulin qui le considère comme le représentant de l'Alsace annexée. Il aide de nombreux Alsaciens à rejoindre la France libre ou l'Afrique du Nord.
Le 30 mai 1941, il écrit au ministre de la Guerre de Vichy, le général Huntzinger, pour protester contre l'abandon de l'Alsace et de la Moselle. Ce n'est qu'une des nombreuses protestations qu'il adresse au gouvernement de Vichy pour lui demander d'intervenir contre l'incorporation de force des Alsaciens et Mosellans.
Avec l'invasion de la zone libre par les Allemands en 1942, le service d'aide aux réfugiés et aux expulsés d'Alsace et de Moselle disparait. Le 14 février 1943, Paul-Jacques Kalb rejoint Londres et s'engage dans les Forces françaises libres (FFL). Il est affecté au chiffre du cabinet du général de Gaulle et devient le porte-parole de la France combattante. Il s'exprime à la BBC sous le pseudonyme de « Jacques d'Alsace ». Il continue de décrire la situation des Alsaciens en rédigeant des rapports pour le Bureau central de renseignements de d'action (BCRA) et pour le commissaire national de l'intérieur André Philip. En juin 1943, le général de Gaulle lui confie les affaires d'Alsace-Moselle au sein du comité français de libération nationale (CFLN) à Alger.
Un an plus tard, il rentre à Paris libéré et dirige le service d'Alsace-Lorraine au sein du Gouvernement provisoire de la République française (GPRF). En 1945, il est en poste à Strasbourg dans le cadre de la mission militaire française en Alsace-Lorraine (MMFAL). Lors de la libération de Colmar, en février 1945, il accompagne le général de Lattre de Tassigny. Le 10 février 1945, il est nommé au conseil municipal provisoire de Colmar. Par la suite, il est élu plusieurs fois au conseil municipal et sera adjoint au maire de 1947 à sa mort.

### Après guerre
Avocat de profession, il est membre du Conseil de la République de son élection en 1948 jusqu'à sa mort en 1964. Il en est vice-président de 1948 à 1954,,,,,,,. Il est inscrit au groupe « Action Démocratique et Républicaine », devenu en 1951 « Rassemblement du Peuple français », lui-même rebaptisé, en 1954, groupe des « républicains sociaux ». Il est président de ce groupe en 1951.
En 1950, il participe au débat sur l'amnistie des Alsaciens incorporés de force dans l'armée allemande qu'il défend ardemment.
En 1953, il est candidat à l'élection présidentielle, sous l'étiquette du Rassemblement du peuple français (RPF), parti politique fondé par le général de Gaulle. À l'issue du premier tour, il obtient 114 voix sur 932 votants (soit 12,28 % des suffrages), puis retire sa candidature.
En 1959, il est représentant de la France à l'Assemblée consultative du Conseil de l'Europe. Au niveau associatif, il devient président d'honneur de l'association des officiers de réserve et de la Fédération des engagés volontaires d'Alsace et de Lorraine.

## Décorations
- Commandeur de la Légion d'honneur (chevalier le 12 août 1933 ; officier le 1er octobre 1945 ; commandeur le 7 juillet 1955)[2],[15] ;
- Croix de guerre 1914-1918, étoile de bronze (1 citation en 1918)[1] ;
- Croix de guerre 1939-1945[2] ;
- Médaille de la Résistance française avec rosette par décret du 3 août 1946[2],[16] ;
- Croix du combattant volontaire de la Résistance[2] ;
- Insigne des blessés militaires (1 blessure en 1917)[17] ;
- Médaille de la Reconnaissance française[1] ;
- Médaille d’argent des assurances sociales.

## Reconnaissance
- Une rue porte son nom à Colmar depuis le 21 octobre 1968[18].